# 輝ける人生
『輝ける人生』（かがやけるじんせい、Finding Your Feet）は2017年のイギリス・オーストラリア・アメリカ合衆国・カナダのロマンティック・コメディ映画。監督はリチャード・ロンクレイン、主演はイメルダ・スタウントンが務めた。
35年連れ添った夫の浮気発覚をきっかけに自らの人生を見つめ直すことになった熟年女性の姿を同年代の仲間たちとの交流とともに描いている。

## ストーリー
サンドラ・アボットは35年連れ添った夫マイクが親友のパメラと不倫していたことを知る。荷物をまとめて自宅を飛び出したサンドラは、ロンドンに暮らす姉ビフの家に転がり込んだ。サンドラは自由奔放なビフとそりが合わなかったが、ほかに行く当てもなかったのである。しかし、この決断がサンドラの人生に潤いをもたらすことになった。サンドラはビフの勧めでダンスレッスンに参加することになったのだが、その参加者たちは皆魅力的な人物であった。彼/彼女らとの交流を通して、サンドラは離婚が人生の破滅を意味しないこと、恋愛は全ての世代に開かれたものであることを学ぶのだった。

## キャスト
- サンドラ・アボット: イメルダ・スタウントン
- チャーリー: ティモシー・スポール
- ビフ: セリア・イムリー（英語版） - サンドラの姉。
- ジャッキー: ジョアンナ・ラムレイ（英語版）
- テッド: デヴィッド・ヘイマン（英語版）
- マイク・アボット: ジョン・セッションズ（英語版） - サンドラの夫。
- パメラ: ジョシー・ローレンス（英語版）
- コリーナ: インドラ・オーヴ（英語版）
- リリー: シアン・トーマス（英語版）

## 製作
2016年5月、第69回カンヌ国際映画祭の会場で本作の企画が発表された。本作の主要撮影は10月31日にロンドンとローマで始まり、12月16日に終了した。
2017年10月5日、ロードサイド・アトラクションズが本作の全米配給権を購入したとの報道があった。

## 公開
2017年11月2日、本作はアメリカン・フィルム・マーケットでプレミア上映された。24日にはトリノ映画祭で上映された。2018年1月6日、パームスプリングス国際映画祭で本作の上映が行われた。同映画祭での好評を受けて、15日には再上映が行われた。

## 評価
本作は批評家から好意的に評価されている。映画批評集積サイトのRotten Tomatoesには67件のレビューがあり、批評家支持率は70%、平均点は10点満点で5.7点となっている。サイト側による批評家の見解の要約は「『輝ける人生』は登場人物の感情を鮮やかに描写している。この手の映画には釣り合わないほど優れた俳優陣による素晴らしい演技と心地よいロマンス要素のおかげで、大したことのない題材が素晴らしいものになっている。」となっている。また、Metacriticには15件のレビューがあり、加重平均値は53/100となっている。
本作はパームスプリングス国際映画祭で観客賞を受賞した。